# Retrat de la família Bellelli
Retrat de la família Bellelli és una pintura a l'oli realitzada per Edgar Degas entre 1858-1862 i que actualment s'exposa al Museu d'Orsay de París.
En aquest imposant retrat de família apareix la tia de Degas, Laura, amb el seu marit, el baró Gennaro Bellelli, i les seves dues filles. Laura està esperant el tercer fill, però el seu estat
queda ocult pel vestit negre que porta la dona en senyal de dol per la recent mort del seu pare (l'avi de Degas), el retrat del qual es veu a la seva esquena.
Degas va començar a esbossar el quadre quan era hoste de la seva tia a Florència, el 1858, i a Itàlia va realitzar nombrosos esbossos preparatoris, però el quadre el va pintar quan va tornar a París, el 1859.
Era l'obra més ambiciosa que havia emprès fins al moment; les figures són gairebé de mida natural i el quadre no mostra cap vacil·lació. La composició es caracteritza per una força i un rigor que reflecteixen l'admiració del pintor per l'art renaixentista italià, però també per Ingres (que havia realitzat importants retrats a Itàlia). Alhora, l'obra transpira instantaneïtat i originalitat, i abunda en connotacions personals: les poses són inusuals
i es percep una atmosfera de tensió, ja que el matrimoni de la seva tia no era feliç.